# 한글 세대
한글세대(-世代)란 한글 전용 정책으로 한자 교육을 받지 않고 자란 세대를 이르는 말로, 넓은 뜻으로는 한국 전쟁 바로 뒤 모든 대한민국 사람을 말한다. 이 세대는 한자 교육을 어느 정도 받았을 가능성이 있다. 문과이고 대학을 졸업했다면 한자로 필담을 할 수도 있다.
좁은 뜻으로는 박정희 전 대통령이 한자 폐지와 한글 전용 정책을 편 1970년부터 1972년 사이 중·고등학생이던 세대를 말한다. 이 세대는 한자 교육을 아예 받지 않았고, 자기 이름 한자도 쓸 줄 모르는 경우가 많다. 하지만 그 결과 5, 60년대 60~70%였던 문맹자가 확 줄어 거의 0에 가까워졌다.
KS X 1001에는 한글 2350글자와 한자 4888글자, 그리고 기타 특수 문자가 있다. 하지만 웬만한 한글 글꼴은 한자 4888글자를 아예 지원하지 않는다. 한글 코드가 조합형이 아닌 완성형으로 구현되어 있어서 현대 한글 11172글자(또는 2350글자)를 일일이 하나하나 다 만들어야 하는데, 한자를 지원하지 않도록 하면 글꼴 크기도 줄이고, 비용과 부담도 덜 수 있게 되었다. KS X 1001 기반인 대한민국 휴대전화도 한글 2350글자(요즘 나오는 휴대폰은 모든 현대 한글 11172글자를 다 지원하는 것도 있다.)와 그 안에 든 기호만 지원하고 한자를 아예 지원하지 않고 있다.
현재 대한민국에서는 다시 한자 열풍이 일고 있다. 하지만 이미 한국어 글에서는 한자를 보기가 점점 어렵게 되어 가고 있다.
일부 학술 서적을 빼면 한국어는 오로지 한글로만 적히고 있다. 그래서 마지막까지 한자 혼용을 고집했던 법학 교과서조차 이제 한글만을 쓰되 필요한 경우엔 한자를 병기하는 쪽으로 표기 체계를 바꾸고 있다.

## 같이 보기
- 한글 전용